# Liste der Kulturdenkmäler in Newel
In der Liste der Kulturdenkmäler in Newel sind alle Kulturdenkmäler der rheinland-pfälzischen Ortsgemeinde Newel einschließlich der Ortsteile Beßlich, Butzweiler und Lorich aufgeführt. Grundlage ist die Denkmalliste des Landes Rheinland-Pfalz (Stand: 8. Februar 2023).

## Denkmalzonen
| Bezeichnung                               | Lage               | Baujahr | Beschreibung | Bild                           |
| ----------------------------------------- | ------------------ | ------- | --- | ------------------------------ |
| Denkmalzone Kirche und Kirchhof in Lorich | Lorich, Nr. 9 Lage | 1737    | Katholische Filialkirche St. Paulinus: kleiner barocker Saalbau, bezeichnet 1737; zugehörig ummauerter Kirchhof und das im Osten anschließende Baum- und Wiesenland, auf dem die römische Siedlungsstelle vermutet wird | weitere Bilder Fotos hochladen |

## Einzeldenkmäler
| Bezeichnung                             | Lage                                                                       | Baujahr                           | Beschreibung | Bild                                    |
| --------------------------------------- | -------------------------------------------------------------------------- | --------------------------------- | --- | --------------------------------------- |
| Brunnen                                 | Beßlich, Beßlicher Straße, bei Nr. 7 Lage                                  | 19. Jahrhundert                   | Laufbrunnen, 19. Jahrhundert | Fotos hochladen                         |
| Katholische Filialkirche St. Abrunculus | Beßlich, Beßlicher Straße 10 Lage                                          | 12. Jahrhundert                   | romanischer Saalbau mit Chorturm, 12. Jahrhundert; zugehörig ummauerter Kirchhof (Grabkreuze aus dem 19. Jahrhundert) und Beßlicher Straße 8 (Streckhof, 1838)    | weitere Bilder Fotos hochladen          |
| Bildstock                               | Beßlich, südlich des Ortes an der L 43 Lage                                | 1946                              | Kreuzigungsbildstock, Rotsandstein, 1946 | weitere Bilder Fotos hochladen          |
| Hofanlage                               | Butzweiler, Im Vohl 7 Lage                                                 | 1822                              | Winkelhof; Wohnhaus bezeichnet 1822 | Fotos hochladen                         |
| Wegekreuz                               | Butzweiler, Schulstraße Lage                                               | 1887                              | neugotisches Nischenkreuz, bezeichnet 1887 | weitere Bilder Fotos hochladen          |
| Brunnen                                 | Butzweiler, Trierer Straße Lage                                            | 19. Jahrhundert                   | Laufbrunnen, 19. Jahrhundert | Fotos hochladen                         |
| Pfarrhof                                | Butzweiler, Trierer Straße 17 Lage                                         | frühes 18. Jahrhundert            | ummauerte barocke Hofanlage; Wohnhaus aus dem frühen 18. Jahrhundert, Umgestaltung 1733                                                                           | Fotos hochladen                         |
| Katholische Pfarrkirche St. Remigius    | Butzweiler, Trierer Straße 19 Lage                                         | 1759                              | barocker Saalbau, 1759; romanischer Chorflankenturm, 1910 erhöht; zugehörig Kirchhof mit Friedhofskreuz, bezeichnet 1785; Grabsteine des 18. und 19. Jahrhunderts | weitere Bilder Fotos hochladen          |
| Wegekreuz                               | Butzweiler, Trierer Straße, Ecke Im Rollsgarten Lage                       | 1635                              | Nischenkreuz, bezeichnet 1635 | Fotos hochladen                         |
| Wegekreuz                               | Butzweiler, außerhalb des Ortes                                            | 1863                              | Nischenkreuz, 1863 | Direkt Bild zu diesem Denkmal hochladen |
| Wegekreuz                               | Butzweiler, nordöstlich des Ortes am Ramsteiner Weg Lage                   | 1622                              | Balkenkreuz, bezeichnet 1622 | Fotos hochladen                         |
| Pützlöcher                              | Butzweiler, nordöstlich des Ortes an der Gemarkungsgrenze mit Kordel Lage  | zweite Hälfte des 2. Jahrhunderts | römisches Kupferbergwerk und römischer Steinbruch, von der zweiten Hälfte des 2. Jahrhunderts bis zum Ende des 3. Jahrhunderts genutzt                            | weitere Bilder Fotos hochladen          |
| Bildstock                               | Butzweiler, östlich des Ortes nahe dem Görgenhof Lage                      | 1900                              | Rundpfeiler mit Vesperbild, bezeichnet 1900 | Fotos hochladen                         |
| Wegekreuz                               | Butzweiler, südlich des Ortes an der L 43 Lage                             | 1688                              | Balkenkreuz, bezeichnet 1688 | weitere Bilder Fotos hochladen          |
| Wegekreuz                               | Butzweiler, südöstlich des Ortes Lage                                      | 1720                              | Pfeilerkreuz, 1720, Erneuerung 1910 | Fotos hochladen                         |
| Weißes Kreuz                            | Butzweiler, südwestlich des Ortes am Waldrand; Flur Beim weißen Kreuz Lage | 1632                              | Nischenkreuz, bezeichnet 1632 | Fotos hochladen                         |
| Schachtbrunnen                          | Lorich, bei Nr. 11 Lage                                                    |                                   | historischer Ziehbrunnen | Fotos hochladen                         |
| Wegekapelle                             | Lorich, nördlich des Ortes an der K 26 Lage                                | 1946                              | Wegekapelle; neubarocker sandsteingegliederter Putzbau, bezeichnet 1946                                                                                           | weitere Bilder Fotos hochladen          |
| Schwärenkreuz                           | Lorich, nordöstlich des Ortes am Bernhardshof Lage                         |                                   | Schaftkreuz, Erneuerung bezeichnet 1903 | Fotos hochladen                         |
| Flurkreuz                               | Lorich, östlich des Ortes; Flur Auf dem Heidenhübel Lage                   | 1827                              | klassizistisches Schaftkreuz, bezeichnet 1827 | Fotos hochladen                         |
| Hofanlage                               | Newel, Aacher Straße 2 Lage                                                | Ende des 19. Jahrhunderts         | stattlicher Winkelhof, Ende des 19. Jahrhunderts | Fotos hochladen                         |
| Katholische Filialkirche St. Klemens    | Newel, Kapellenstraße Lage                                                 | 1806                              | kleiner nachbarocker Saalbau, bezeichnet 1806; zugehörig ummauerter Kirchhof                                                                                      | weitere Bilder Fotos hochladen          |
| Hofanlage                               | Newel, Kapellenstraße 2 Lage                                               | 1799                              | Streckhof, bezeichnet 1799, Ökonomie bezeichnet 1819 | Fotos hochladen                         |
| Hofanlage                               | Newel, Klemensplatz 3 Lage                                                 | um 1800                           | Streckhof, um 1800 | Fotos hochladen                         |
| Wohnhaus                                | Newel, Römerstraße 5 Lage                                                  | Mitte des 18. Jahrhunderts        | barocker Mansardwalmdachbau, Mitte des 18. Jahrhunderts | Fotos hochladen                         |
| Wegekreuz                               | Newel, nördlich des Ortes an der L 42 Lage                                 | 1858                              | Pfeilerkreuz, bezeichnet 1858 | weitere Bilder Fotos hochladen          |